# Jacques Raudot
Jacques Raudot (1638 – Parigi, 20 febbraio 1728) è stato un funzionario francese.
Terzogenito di Jean Raudot e di Marguerite Talon, Jacques fece carriera nell'amministrazione del Regno di Francia. Fu avvocato al Parlamento di Parigi, consigliere al Parlamento di Metz, primo commissario al Dipartimento della Marina, direttore del commercio marittimo, consigliere della Marina, consigliere onorario a Corte e, dal 1705 al 1711, intendente della Nuova Francia insieme al figlio Antoine-Denis.